# Верховный архиепископ Сиро-малабарской церкви
Верховный архиепископ Эрнакулам-Ангамали является главой архиепархии Эрнакулам-Ангамали в Эрнакуламе, Керала, Индия. Верховный архиепископ — церковный сан эквивалентный сану Патриарха и в общем называется Католикос и Врата всей Индии, глава Сиро-малабарской церкви.
Архиепархия была учреждена в 1896 году, когда был назначен первый архиепископ. В 1923 году была создана иерархия Сиро-малабарской церкви, и архиепископ Эрнакулам-Ангамали был возведен в ранг Верховного архиепископа и ему дана власть над всей Церковью.

## Архиепископы Эрнакулам-Ангамали
- Мар Алоизий Пасхепарамбил — архиепископ (1896—1919);
- Мар Августин Кандатхил — архиепископ (1919—1956);
- кардинал Мар Иосиф Парекаттил — архиепископ (1956—1984);
  - Мар Себастьян Манкусхикари — Апостольский администратор (1984—1985);
- кардинал Мар Антоний Падияра — Верховный архиепископ (1985—1996);
  - Мар Авраам Каттумана — Папский делегат (1992—1995);
  - Мар Варкай Витхаятхил — Апостольский администратор (1996—1999);
- кардинал Мар Варкай Витхаятхил — Верховный архиепископ (1999—2011);
- кардинал Мар Георг Аленчерри — Верховный архиепископ (2011—2023); 
  - архиепископ Боско Путур — апостольский администратор (2023 — 2024);
- Мар Рафаэль Таттил — Верховный архиепископ (2023 — по настоящее время).